# Carapoia alagoas
Espèce
Carapoia alagoas est une espèce d'araignées aranéomorphes de la famille des Pholcidae.

## Distribution
Cette espèce est endémique d'Alagoas au Brésil,.

## Étymologie
Son nom d'espèce lui a été donné en référence au lieu de sa découverte, l'Alagoas.

## Publication originale
- Huber, 2016 : Spider diversity and endemism in a South American hotspot: 20 new species of Carapoia (Araneae: Pholcidae) from Brazil’s Atlantic Forest. Zootaxa, no 4177(1), p. 1-69.